# Saab 38
'''Saab 

Aermacchi. Він мав замінити старіший реактивний тренувальний літак Saab 105 у ВПС Швеції, але проект так ніколи і не пішов далі створення креслень та був скасований у 1979 році на користь більш досконального винищувача Saab JAS 39 Gripen.